# László Tengelyi

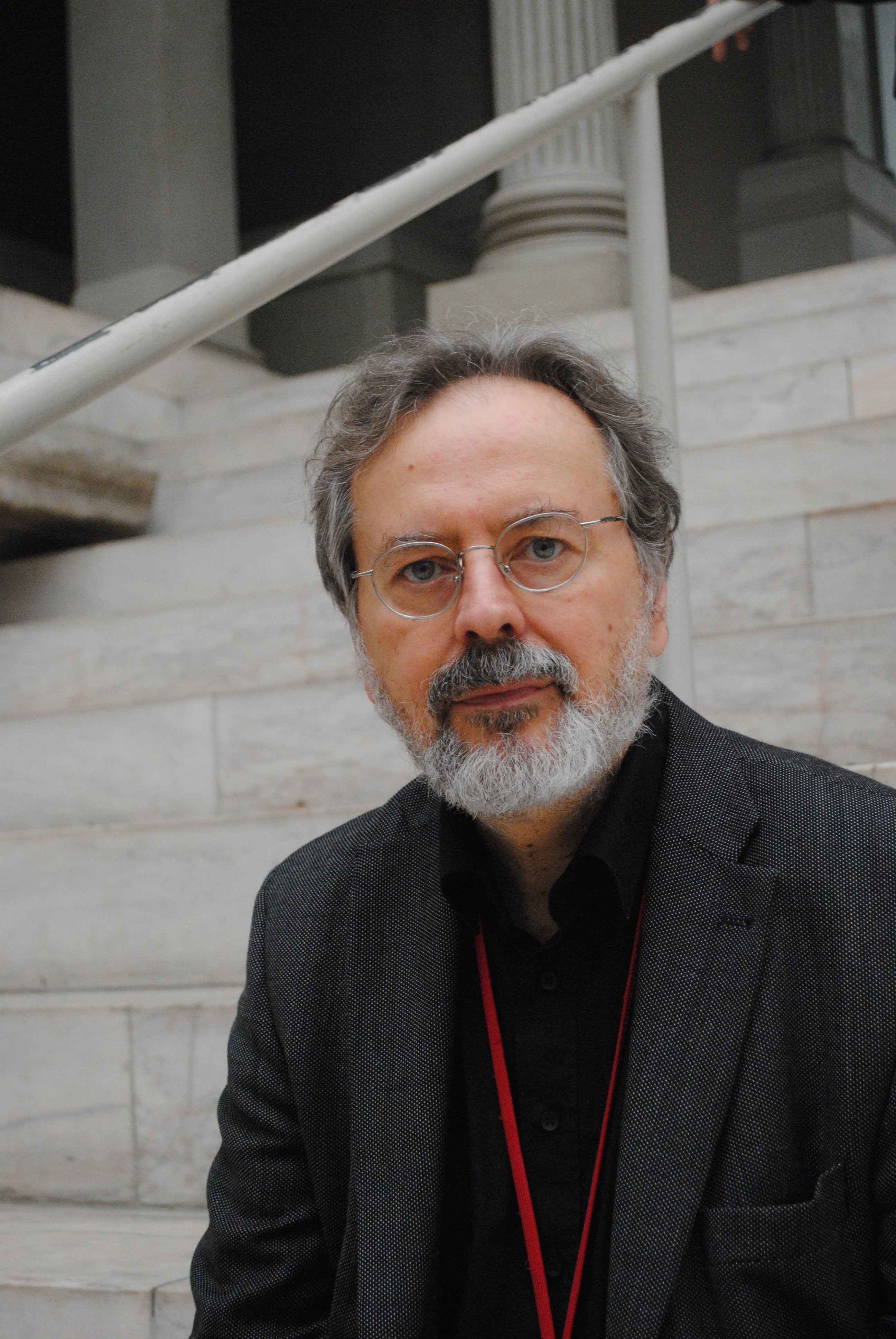
László Tengelyi (aufgenommen 2013)

László Tengelyi (* 11. Juli 1954 in Budapest; † 19. Juli 2014) war ein ungarischer Philosoph und Hochschullehrer. Seit 2001 war er Professor für Philosophie an der Bergischen Universität in Wuppertal.

## Leben
Tengelyi studierte Philosophie, klassische Philologie und Geschichte an der Eötvös-Loránd-Universität in Budapest. 1986 promovierte er mit einer Doktorarbeit zum Thema Kant über das Fundament der Ethik. 1995 folgte die Habilitation; Thema der Habilitationsschrift war Schuld als Schicksalsereignis. Das Böse bei Kant und in der nachkantischen Philosophie. Er absolvierte Studienaufenthalte in Leuven (als Soros-Stipendiat), Wuppertal und Bochum (mit Alexander-von-Humboldt-Stipendium), Paris (mit Unterstützung der Andrew W. Mellon Foundation), Wien und Washington, D.C.
Tengelyi wirkte lange als Dozent und Professor an der Loránd-Eötvös-Universität. Den Lehrstuhl für Phänomenologie und theoretische Philosophie in Wuppertal übernahm er im Jahr 2001. Gastprofessuren hatte er 1998 bis 2000 an der Universität Poitiers und 2003 an der Universität Nizza. 2003 bis 2005 war er Präsident der Deutschen Gesellschaft für phänomenologische Forschung, in deren Wissenschaftlichem Beirat er auch danach saß. Wissenschaftlich begleitete er auch die Zeitschriften Husserl Studies und Annales de phénoménologie.

## Politisches Engagement
Im Januar 2011 machte Tengelyi in Deutschland mit einem offenen Brief darauf aufmerksam, dass ungarische Philosophen wie Ágnes Heller, Mihály Vajda und Sándor Radnóti nach Kritik am neuen Ungarischen Mediengesetz (→ Nemzeti Média- és Hírközlési Hatóság) einer Medienkampagne ausgesetzt waren: Die einflussreiche regierungsnahe Zeitung Magyar Nemzet hatte durch fortgesetzte Berichterstattung, die als antisemitisch und antiintellektuell eingeschätzt wurde, Ermittlungsverfahren gegen die bekannten Philosophen ausgelöst. Ihnen wurde Korruption vorgeworfen, da sie staatliche Projektmittel erhalten hatten.

## Veröffentlichungen
Monographien
- A bűn mint sorsesemény (hrsg. von Magdolna Kolta), Atlantisz Könyvkiadó, Budapest, 1992 (Kísértések), ISBN 963-7978-15-1 (ungarisch)
- Kant. Második, javított és bóvített kiadás. 2. Auflage. Áron, Budapest 1995 (ungarisch).
- Élettörténet és sorsesemény (hrsg. von Tamás Miklós), Atlantisz Könyvkiadó, Budapest, 1998 (Kísértések), ISBN 963-9165-07-7 (ungarisch)
- Der Zwitterbegriff Lebensgeschichte. Fink, München 1998, ISBN 3-7705-3248-1 (Übergänge, Band 33; ins Englische übersetzt als The wild region in life-history. Evanston, Ill. 2004).
- Tapasztalat és kifejezés (hrsg. von Tamás Miklós), Atlantisz Könyvkiadó, Budapest, 2007 (Kísértések), ISBN 978-963-9165-98-4 (ungarisch)
- Erfahrung und Ausdruck. Phänomenologie im Umbruch bei Husserl und seinen Nachfolgern. Springer, Dordrecht 2007, ISBN 978-1-4020-5433-4 (Phaenomenologica, Band 180).
- Neue Phänomenologie in Frankreich. Suhrkamp, 2012, ISBN 978-3-518-29574-8.
- Welt und Unendlichkeit: Zum Problem phänomenologischer Metaphysik. Karl Alber, Freiburg, 2014, ISBN 978-3-495-48661-0.
- Őstények és világvázlatok (Nachwort von Tamás Miklós), Atlantisz Könyvkiadó, Budapest, 2007 (Kísértések), ISBN 978-963-9777-42-2 (ungarisch)

Aufsätze
- Die Erfahrung und die Wirklichkeit (ungarisch), J. K. Nyíri (ed.), Filozófia az ezredfordulón, Áron Publishing House, Budapest 2000, S. 215–226.
- Antwortendes Handeln und ordnungsstiftendes Gesetz. In: M. Fischer, H.-D. Gondek, B. Liebsch (Hrsg.), Vernunft im Zeichen des Fremden, Suhrkamp, Frankfurt am Main 2001, S. 278–303.
- L’esprit selon Kant, Revue des Sciences philosophiques et théologiques, 85 (2001), S. 11–22.
- L’expérience et son expression catégoriale. In: Studia Universitatis Babeş–Bólyai, Philosophia, XLIV, 1–2 (1999), Cluj 2001.
- Erfahrung und Ausdruck. In: W. Hogrebe (Hrsg.), Philosophia Hungarica, Königshausen & Neumann, Würzburg 2001, S. 219–228.
- Erfahren, Handeln, Erzählen. In: J. Trinks (Hrsg.), Möglichkeiten und Grenzen der Narration, Turia + Kant Verlag, Wien 2002, S. 97–112.
- Historische Erfahrung (ungarisch), Világosság, 5–6/2002.
- L’expérience et la réalité. L’idéalisme transcendantal de la phénoménologie husserlienne, Annales de phénoménologie 2 (2003), 13–24.